# Клаверак-Ред-Міллс (Нью-Йорк)
Клаверак-Ред-Міллс (англ. Claverack-Red Mills) — переписна місцевість (CDP) в США, в окрузі Колумбія штату Нью-Йорк. Населення — 953 особи (2020).

## Географія
Клаверак-Ред-Міллс розташований за координатами 42°13′46″ пн. ш. 73°43′16″ зх. д. / 42.22944° пн. ш. 73.72111° зх. д. (42.229483, -73.720980).  За даними Бюро перепису населення США в 2010 році переписна місцевість мала площу 7,76 км², з яких 7,71 км² — суходіл та 0,05 км² — водойми.

## Демографія
Згідно з переписом 2010 року, у переписній місцевості мешкало 913 осіб у 446 домогосподарствах у складі 250 родин. Густота населення становила 118 осіб/км².  Було 523 помешкання (67/км²).
Расовий склад населення:
| - 95,9 % — білих - 1,9 % — чорних або афроамериканців - 0,7 % — азіатів - 0,1 % — корінних американців |

До двох чи більше рас належало 1,3 %. Частка іспаномовних становила 1,4 % від усіх жителів.
За віковим діапазоном населення розподілялося таким чином: 13,6 % — особи молодші 18 років, 60,4 % — особи у віці 18—64 років, 26,0 % — особи у віці 65 років та старші. Медіана віку мешканця становила 52,4 року. На 100 осіб жіночої статі у переписній місцевості припадало 98,5 чоловіків;  на 100 жінок у віці від 18 років та старших — 97,2 чоловіків також старших 18 років.
Середній дохід на одне домашнє господарство  становив 86 683 долари США (медіана — 87 404), а середній дохід на одну сім'ю — 108 821 долар (медіана — 113 098). Медіана доходів становила 62 174 долари для чоловіків та 48 750 доларів для жінок. 
Цивільне працевлаштоване населення становило 434 особи. Основні галузі зайнятості: освіта, охорона здоров'я та соціальна допомога — 35,0 %, публічна адміністрація — 19,4 %, фінанси, страхування та нерухомість — 9,9 %, сільське господарство, лісництво, риболовля — 6,9 %.